# Procryptocerus
Procryptocerus é um gênero de insetos, pertencente a família Formicidae.